# Torre de asedio

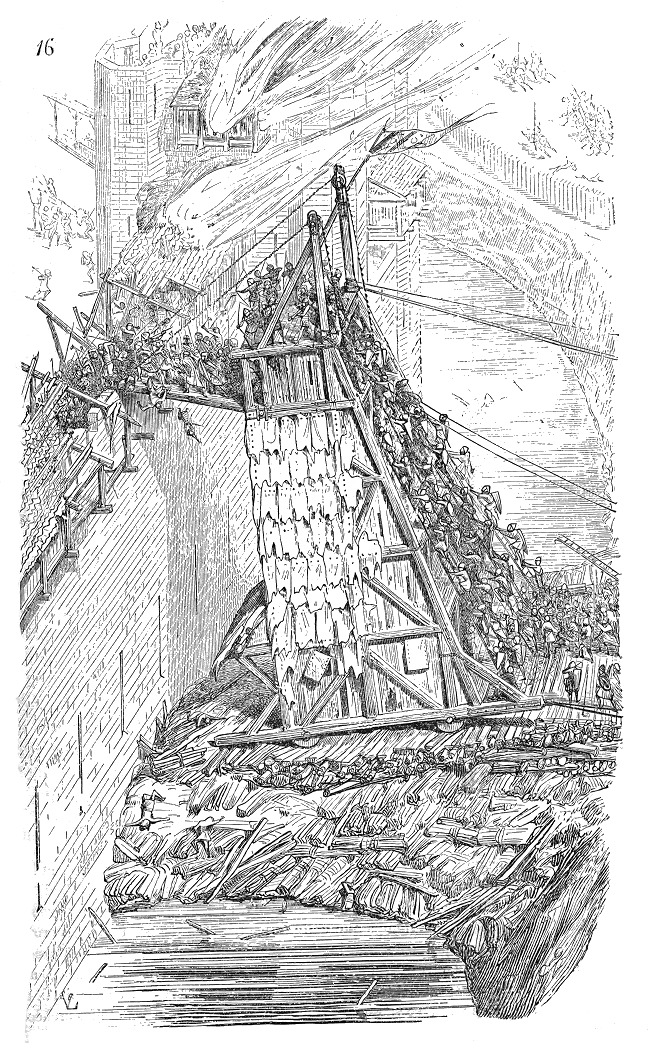
Representación de una torre de asedio en el momento en que los hombres depositados por esta toman las murallas enemigas.

Una escalera de asedio, torre de asalto, torre ambulante o helépolis es un tipo de variante ofensiva de una bastida, ingenio empleado en la época romana y  Edad Media para superar murallas enemigas y depositar sin grandes dificultades a varios hombres armados en lo alto de éstas para que las tomasen más fácilmente.
El modelo básico es el de una torre de base cuadrada de varios pisos, unidos entre sí por una escalera interna o posterior, dos o tres metros más alta que las murallas a superar y con un puente levadizo en su parte superior por el que alcanzaban las almenas enemigas los soldados (y a veces, la caballería) que llevaba en su interior. También solían portar arqueros que disparaban a los defensores en el momento de bajar el puente.
Para poder moverse, la torre contaba con cuatro grandes ruedas. Inicialmente era movida por bueyes o caballos, pero a medida que se acercaba a su objetivo la tracción animal era sustituida por el empuje de numerosos hombres en su parte posterior. Probablemente, la torre de asedio más colosal fue la Helépolis construida por Epímaco de Atenas para Demetrio Poliorcetes durante el fallido asedio de Rodas del año 304 a. C. Medía 43 m de altura y 22 de lado en su base, y estaba provista de ruedas de 4,6 m de diámetro y montaba catapultas en sus nueve pisos.
En épocas antiguas, la torre de asedio fue empleada tanto en Europa como en Extremo Oriente y sus orígenes se remontan al siglo IX a. C., en que aparece representada en los relieves asirios junto al ariete con ruedas. Fue utilizada en el asedio de Selinunte por el ejército cartaginés y posteriormente en Motia por el tirano Dionisio I de Siracusa.
Su construcción requería mucho tiempo y recursos, por lo que no solían usarse hasta que fracasaban todas las otras medidas para superar una muralla, derribarla o romper sus puertas por medio de arietes. La estructura, a veces formada por piezas prefabricadas, se montaba en el propio lugar del asedio, a la vista de la  fortaleza o ciudad sitiada con el fin de causar un impacto psicológico apreciable en el enemigo. El hecho de que la torre pareciera moverse sin que nadie tirase de ella, cuando era empujada desde atrás, la hacía más terrorífica aún, sobre todo cuando los sitiados pertenecían a culturas que desconocían las armas de asedio (como ocurría con muchos pueblos de la Europa occidental cuando se enfrentaron a la conquista romana).

## Uso de la torre

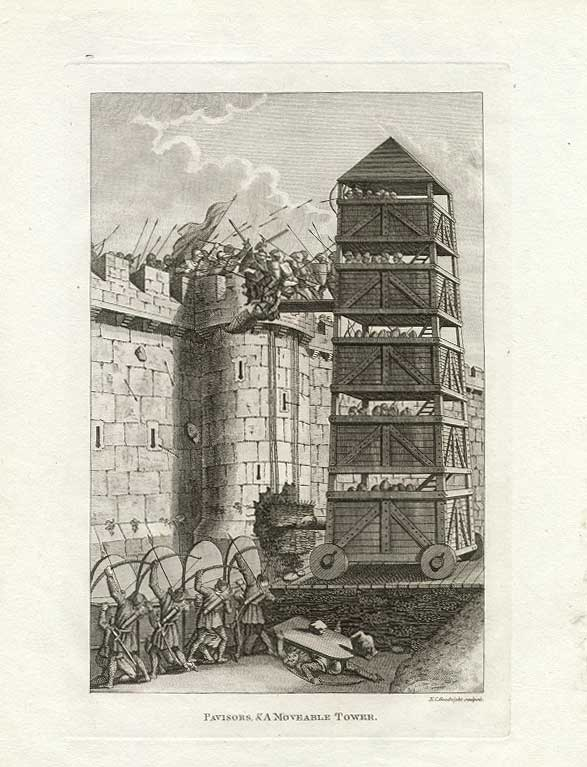
Torre móvil

La torre de asedio era principalmente usada para atacar a ciudades, castillos y fortalezas y robar los recursos y riquezas que tuvieran, cuando la torre llegaba a su sitio, que era siempre el más próximo de la muralla enemiga, los soldados colgados en el piso de bajo daban impulso al ariete para abrir la brecha. Los que se hallaban en la galería superior y en los pisos altos y laterales ahuyentaban con sus armas arrojadizas a los sitiados que defendían el muro o la brecha hasta quedar casi despejado aquel frente. Entonces, se daba la señal para bajar el puente o puentes y los soldados destinados al asalto, al momento de verle asegurado y firme, salían formados en columna cerrada a ocho de frente y a paso redoblado cruzaban el puente sostenidos por los que desde lo alto y pisos superiores, por su frente y flancos, hacían caer una lluvia de flechas y piedras sobre los sitiados, siendo de notar que la columna no podía retroceder en caso de resistencia por el empuje de los que la formaban, que solían ser las tropas más escogidas del ejército, que a pie firme y a retaguardia de la torre esperaban el momento de verificar el asalto. Dueños de la muralla los sitiadores, se apoderaban de las máquinas enemigas y completaban la victoria con la toma de la plaza y su saqueo.
Los autores más respetables no detallan con exactitud y claridad las fuerzas motrices que daban movimiento a aquellas enormes máquinas, pero la opinión más generalizada es que se colocaba sobre gruesos ejes de madera, a cuyos extremos había unas ruedas pequeñas, aunque macizas y con el auxilio de varios cilindros móviles que se situabam a su frente y se reemplazaban con los que despedía la máquina, según adelantaba por el impulso de fuertes maromas afianzadas en el suelo a varios potros enterrados y tiradas por medio de garruchas y molinetes colocados a diferentes distancias, y en varios sentidos se le daba dirección con toda exactitud hasta arrimarla a la muralla. Para ello, los sitiadores formaban de antemano una entrada sólida y bien batida desde el punto en donde se construía la torre hasta el foso de la plaza enemiga, dándole una pendiente muy suave para facilitar el tránsito de aquella. Al mismo tiempo y cubiertos por sus manteletes, etc. terraplenaban el foso con árboles, fajinas, piedras, escombros y tierra bien apisonada, sobreponiendo en todo el tránsito unas explanadas movibles de gruesos maderos bien unidos, que iban colocando según adelantaba la máquina en su avance, y de este modo conseguían colocarla casi inmediata a la muralla enemiga.

## Respuestas a la torre
Las respuestas tácticas que los asediados tenían contra las torres de asedio eran múltiples, y por ello, poco definitivas. La más simple consistía en la construcción de fosos alrededor de la fortaleza, lo que obligaba al asaltante a rellenarlos con paja, madera o escombros con el fin de aplanarlos y que la torre no perdiese el equilibrio, obligándoles a retrasar su asalto final. Así mismo, los sitiados disparaban flechas contra la torre y material incendiario que, al caer sobre la estructura de madera, podía destruirla rápidamente y matar a todos los hombres que llevaba en su interior. Durante el asedio de Jerusalén de 1099, los musulmanes lograron quemar de esta forma una de las dos torres empleadas por los cruzados en el asalto a la ciudad. Con el fin de evitar este tipo de situaciones, las torres de asedio se recubrieron posteriormente con diversas protecciones, generalmente pieles de animales mojadas, aunque en algunos casos se emplearon planchas metálicas. El impacto de grandes piedras lanzadas por catapultas también podía desestabilizar la torre y hacerla volcar.

Otro método era el minado del terreno que se extendía ante los muros para impedir su avance. Pero el más utilizado era la elevación con cualesquiera medios de la altura de las murallas para impedir que las torres de asedio pudieran batir la parte superior de las defensas de la ciudad.
 Esta técnica, descrita en el relato del asedio de Masalia, no figura en los textos sobre el sitio de Sagunto, pero debe inferirse que los saguntinos conocían diversos métodos de lucha contra las torres de asedio, ya que Aníbal empleó estos ingenios, cuya altura sobrepasaba la de las murallas de la ciudad, desde el inicio del asedio y, sin embargo, el sitio se prolongó por espacio de ocho meses según Tito Livio y Zonaras, lo cual es ilógico si se entiende que, desde el momento en que las torres cobran ventaja sobre las fortificaciones, a los zapadores les era relativamente sencillo abrir las brechas para el asalto de la infantería.
Como todas las armas de asedio medievales, la torre también quedó obsoleta con la generalización del cañón en el siglo XV.